# لورينت كازانوفا
لورينت كازانوفا (بالفرنسية: Laurent Casanova)‏ (28 أبريل 1971 في باستيا) لاعب كرة قدم فرنسي معتزل كان يجيد اللعب في مركز قلب الدفاع كما كان يجيد اللعب في مركز الوسط المدافع .

## وصلات خارجية
- لورينت كازانوفا على موقع قاعدة بيانات كرة القدم.إي يو (الإنجليزية)